# 리오 루이즈
리오 노블 루이즈(Rio Noble Ruiz, 1994년 5월 22일 ~ )는 미국의 야구 선수이자, 현 멕시칸 리그 디아블로스 로호스 델 멕시코의 내야수, 외야수이다.

## 미국 프로야구 시절
2016년에 애틀랜타 브레이브스에 입단하였다.

## 한국 프로야구 시절

### LG 트윈스시절
2022년에 저스틴 보어를 대체할 외국인 야수로 영입되었다. 2022년 5월 30일에 성적 부진으로 인해 방출됐다.

## 멕시코 프로야구 시절
2022년에 디아블로스 로호스 델 멕시코에 입단하였다.